# 西湖街道 (黄冈市)
西湖街道是中华人民共和国湖北省黄冈市黄州区下辖的一个街道办事处。

## 行政区划
西湖街道下辖以下村级行政区划单位：
珠明山社区、新港路社区、西湖社区、新桥社区、三台河社区、红卫社区。